# Turbină eoliană

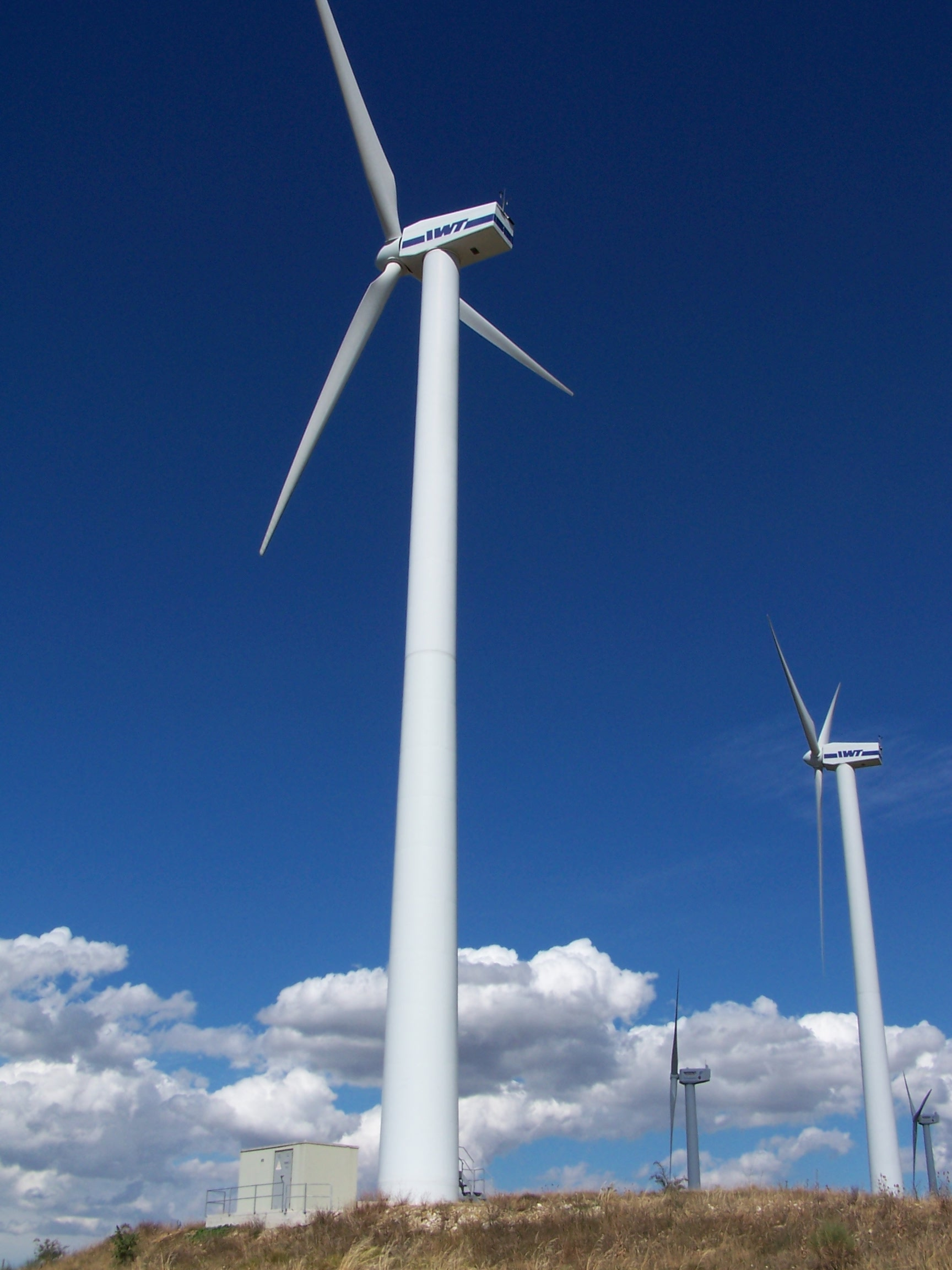
Centrală electroeoliană în Campania, Italia

Centrala electroeoliană este o instalație, ce permite transformarea energiei mecanice eoliene în energie electrică. Moara de vânt este un exemplu particular.